# Высокораменское сельское поселение
Высокораменское сельское поселение — муниципальное образование в составе Шабалинского района Кировской области России.

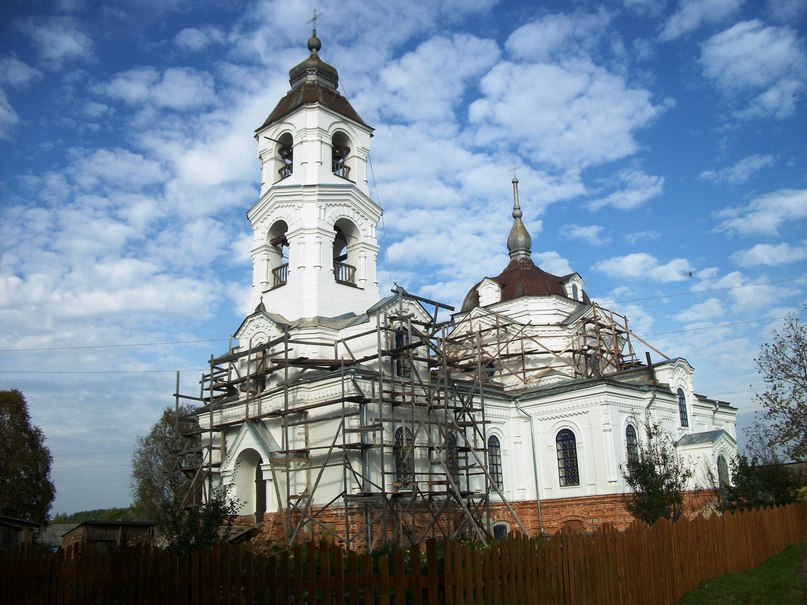
Иоанно-Богословская церковь

Центр — село Высокораменское.

## История
Высокораменское сельское поселение образовано 1 января 2006 года согласно Закону Кировской области от 07.12.2004 № 284-ЗО.

## Население
| 2010 | 2012 | 2013 | 2014 | 2015 | 2016 | 2017 |
| ---- | ---- | ---- | ---- | ---- | ---- | ---- |
| 766  | ↘739 | ↘722 | ↘687 | ↘677 | ↘655 | ↘630 |
| 2018 | 2019 | 2020 | 2021 |      |      |      |
| ↘610 | ↘574 | ↘548 | ↘500 |      |      |      |

## Состав сельского поселения
| №  | Населённый пункт | Тип населённого пункта       | Население |
| -- | ---------------- | ---------------------------- | --------- |
| 1  | Ажваж            | деревня                      | 0         |
| 2  | Большая Козловка | деревня                      | 31        |
| 3  | Высокая          | деревня                      | 19        |
| 4  | Высокогорье      | село                         | 148       |
| 5  | Высокораменское  | село, административный центр | 351       |
| 6  | Денисенки        | деревня                      | 0         |
| 7  | Ключевский       | починок                      | 0         |
| 8  | Кокуши           | деревня                      | 13        |
| 9  | Колеваты         | деревня                      | 26        |
| 10 | Малая Козловка   | деревня                      | 3         |
| 11 | Никонята         | деревня                      | 0         |
| 12 | Перминовская     | деревня                      | 0         |
| 13 | Пыжи             | деревня                      | 0         |
| 14 | Редькины         | деревня                      | 0         |
| 15 | Скородум         | деревня                      | 0         |
| 16 | Содом            | деревня                      | 166       |
| 17 | Татары           | деревня                      | 0         |
| 18 | Тименки          | деревня                      | 9         |
| 19 | Шиминерский      | починок                      | 0         |

### Упразднённые населённые пункты
Деревни Глушки, Ключи, Комлиха и Новоселово.